# شوردغش
شوردغش (بالفارسية: شوردگش) هي قرية تقع في غلستان في إيران. يقدر عدد سكانها بـ 456 نسمة بحسب إحصاء 2016.